# Scrollverdichter

Bewegungsablauf in einem Scrollverdichter

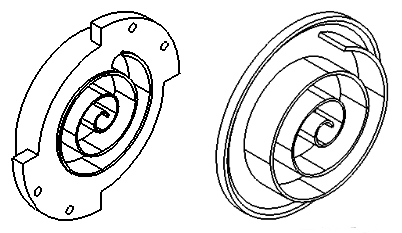
Feststehende Spirale (links; von hinten gesehen) und bewegliche Spirale (rechts)

Arbeitsphasen des Scrollverdichters:
1) Eintritt des Gases
2) Einschluss
3) Kompression
4) Ausströmung

Funktionsprinzip Handtmannspirallader
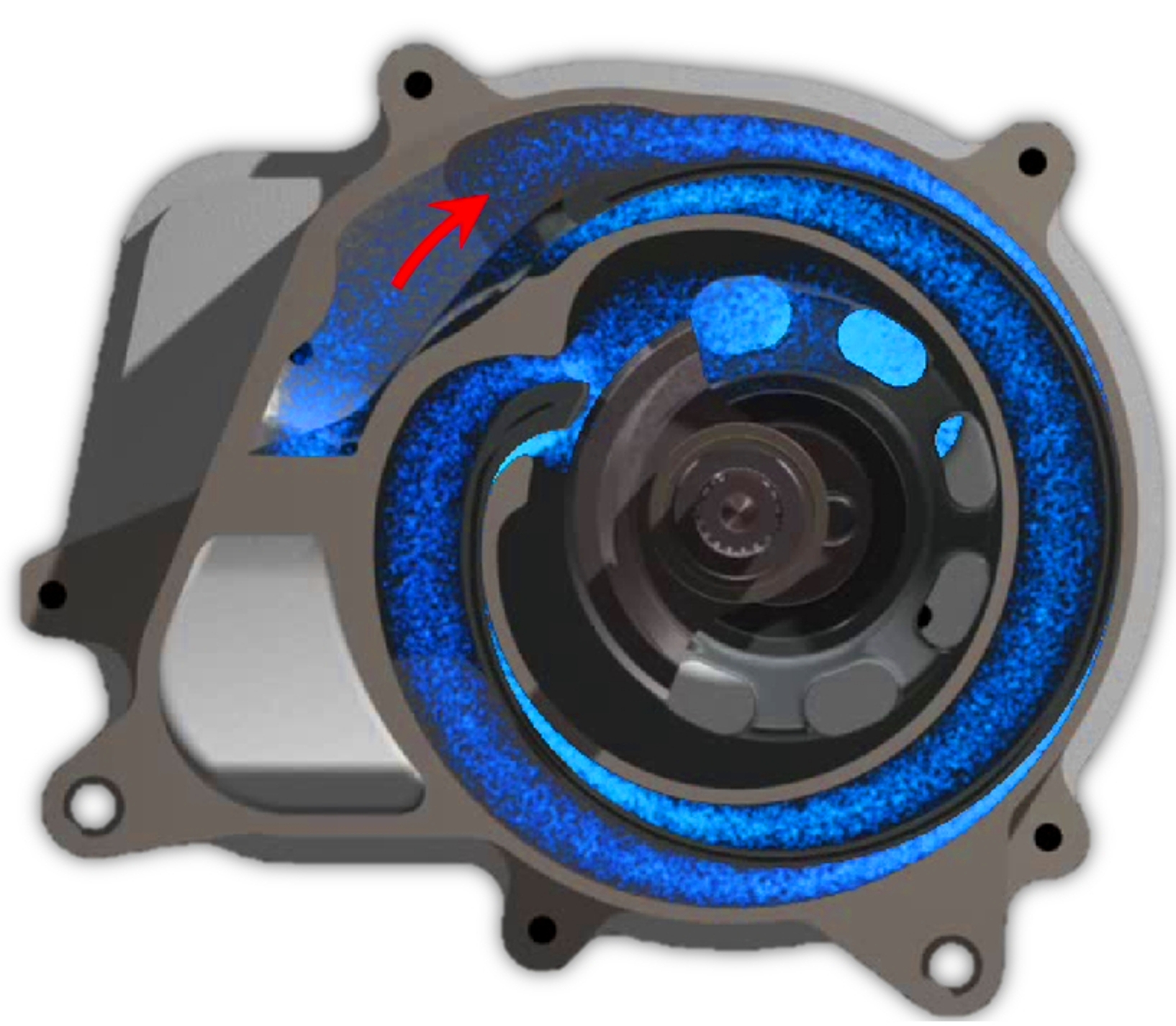
1. Die Luft wird durch den Einlass angesaugt.
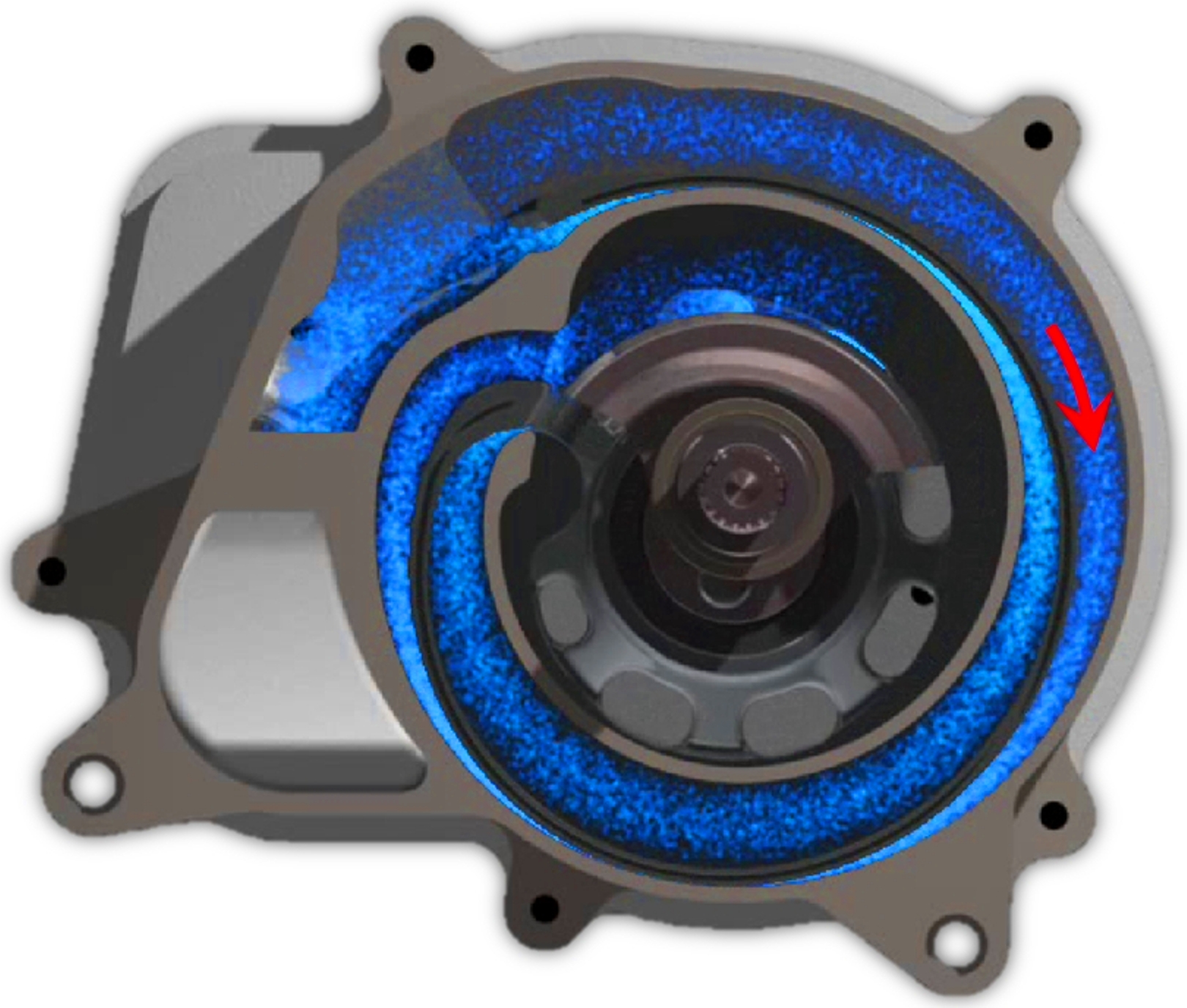
2. Mit der Spiralkonstruktion wird die Luft weitergefördert.
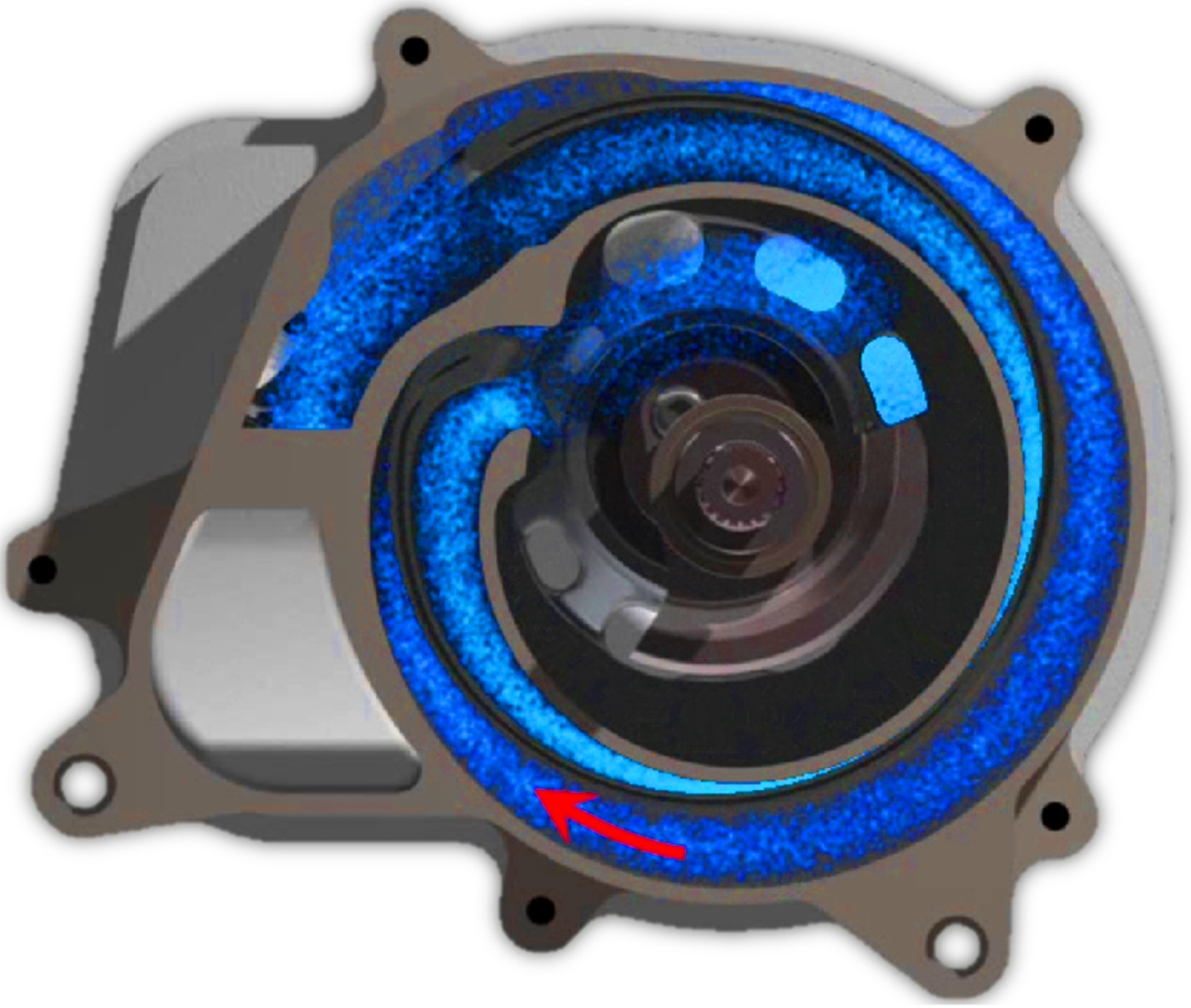
3. Komprimierte Luft wird an den Motor abgegeben.

Ein Scrollverdichter (auch Scrollkompressor) (engl. scroll „Rolle, Spirale, Schnecke“) ist ein Verdichter, der aus zwei ineinander verkämmten Spiralen besteht, deren gegenläufige Bewegung das Gas verdichtet. Der Scrollverdichter wurde 1905 von Léon Creux erfunden und wird vor allem in Kältemaschinen und Wärmepumpen eingesetzt, da er in Massenfertigung relativ günstig zu produzieren ist und leiser läuft als Hubkolben-Kompressoren.

## Funktionsweise
Ein Scrollverdichter arbeitet nach dem Verdrängerprinzip. Er besteht aus zwei ineinander verschachtelten Spiralen, von denen eine stationär ist und die andere auf einer kreisförmigen Bahn exzentrisch bewegt wird. Dabei halten die Spiralen einen minimalen Abstand voneinander und bilden mehrere rotierende Kammern, deren Volumen sich bei jeder Umdrehung verkleinert. Das zu pumpende Gas wird dadurch von außen angesaugt, innerhalb der Spiralgänge verdichtet und über einen Anschluss in der Mitte der Spiralen ausgestoßen.
Um sehr hohe Drücke – etwa für Kältemaschinen oder Wärmepumpen – zu erreichen, können mehrere Spiralenpaare hintereinander auf derselben Welle angeordnet werden, so dass sich die einzelnen Verdichtungsverhältnisse multiplizieren. 
Da sich die Spiralenpaare nicht berühren, können solche Kompressoren ölfrei arbeiten, was auch Anwendungen in Bereichen wie der Medizintechnik ermöglicht. Um trotz des verschleißarmen berührungsfreien Betriebs eine sinnvolle Verdichtungsleistung zu erreichen, ist eine präzise Fertigung erforderlich, die erst in den 1980er Jahren einen Einsatz zur Motoraufladung in Kraftfahrzeugmotoren möglich machte.

## Anwendung
Scrollverdichter werden eingesetzt als
- Kompressoren für Klimaanlagen und Wärmepumpen
- Vakuumpumpe (Scrollpumpe).

Darüber hinaus wurden sie in Kraftfahrzeugen zur Motoraufladung verwendet (Scrollverdichter sind als Kreiskolbenmaschinen nicht mit Twin-Scroll-Turboladern zu verwechseln): 
- Eine Bauart des Scrollverdichters ist der G-Lader an einigen Volkswagen-Motoren. Bei ihm sind zwei spiegelbildliche Scrollverdichter mit gemeinsamen Kreiskolben in einem Gehäuse vereint, sodass die Lager des Kolbens nicht von der Druckkraft belastet werden.
- Beim Handtmannspirallader ist der Verdränger des Laders einseitig ausgeführt statt wie beim G-Lader zweiseitig. Dies soll die Herstellkosten durch eine vereinfachte Bearbeitung reduzieren. Der Handtmannspirallader kann bei geringer Leistung des Verbrennungsmotors abgeschaltet werden, um mechanische Verluste zu reduzieren. Bei höherer Last wird der Lader mit einer Kupplung zugeschaltet.